# 4 канал (Україна)
«4 канал» — закритий український інформаційно-розважальний телеканал.
Телеканал вів мовлення у форматі високої чіткості (HD).

## Історія

### 2014―2021
«RTI» розпочав мовлення у 21 квітня 2014 року як Інтернет-радіостанція, що мовила у форматі «Radiovision» (радіо в телевізійному етері).
У березні 2015 року Національна рада України з питань телебачення і радіомовлення видала ліцензію ТОВ «ТРК „Інтеррадіо“» на супутникове мовлення як окремий телеканал «RTI». 1 червня 2015 року телеканал розпочав мовлення.
У липні 2016 року «RTI» був включений у Київський діапазон цифрового телебачення DVB-T (41 ТВК).
Після зміни власності 26 березня 2018 телеканал провів ребрендинг в інформаційний «4 канал».

### 2021―2022
У квітні 2021 року канал припинив співпрацювати з політиком Геннадієм Балашовим та закрив його авторські програми «Гроші говорять» та «Погляд Балашова». Балашов раніше, у березні 2021 року, потрапив у скандал зі своїми українофобськими висловлюваннями щодо української мови та расистських закликів в етері телеканалу «НАШ».
У червні 2021 року ТОВ «ТРК „Інтеррадіо“» придбав телеканал «ТРК „Корона Санрайс“» (телеканал «Вінтаж ТВ»). 19 липня того ж року «4 канал» розпочав повноцінне мовлення у мультиплексі MX-5 загальнонаціональної мережі DVB-T2 на частотах «ТРК „Корона Санрайс“» (телеканалу «Вінтаж»).
У грудні того ж року стало відомо, що народний депутат від політичної партії «Слуга Народу» Олексій Ковальов став власником 100 % «ТРК „Інтеррадіо“».
З початком російського вторгнення в Україну Ковальов перебуває на тимчасово окупованій території Херсонської області. При цьому з 24 лютого по 4 листопада 2022 року телеканал цілодобово транслював інформаційний марафон «Єдині новини» з власним логотипом. В етері відсутня реклама.
Водночас 23 квітня 2022 року мовлення телеканалу було припинено. В інтерв'ю виданню «Бабель» Ковальов розповів, що «канал у березні та квітні не працював. Я не знаю, як він буде працювати, я не знаю, як взагалі буде далі». Згодом співробітники «4 каналу» опублікували спільну заяву із критикою власника і проханням «не ототожнювати працівників „4 каналу“ з поведінкою Ковальова». У відповідь на це Ковальов обіцяв провести кадрові зміни на каналі, бо «не особливо задоволений роботою журналістів».
24 червня 2022 року було анонсовано про відновлення роботи каналу під іншою назвою на «YouTube» і у «Facebook».
6 жовтня 2022 Національна рада з питань телебачення та радіомовлення переоформила логотип, під яким мовить ТОВ «Корона Санрайс» в MX-5 цифрової етерної мережі DVB-T2 на «ТАК TV».
4 листопада 2022 року телеканал припинив своє мовлення.
29 лютого 2024 року Нацрада призначила позапланову перевірку через  відсутність мовлення. За результатами перевірки 25 квітня регулятор оштрафував телеканал.

## Власники
У листопаді 2015 року ТОВ «ТРК „Інтеррадіо“» стало власником ТОВ «НТА Інвест Груп», яке у свою чергу було власником ПП «НТА — Незалежне телевізійне агентство», якому належить телеканал «НТА». У зв'язку з цим «НТА» почав ретрансляцію «RTI».
У грудні 2017 року власниками ТОВ «ТРК „Інтеррадіо“» стали Андрій Кісера та Андрій Мисик, члени політради партії «Народний контроль», після чого у березні 2018 року телеканал провів ребрендинг у «4 канал».
У лютому 2021 року Дмитро Добродомов став власником 50 % частки статутного капіталу, якою до цього володів Андрій Кісера, решта ж 50 % компанії й надалі належать Андрієві Мисику. Також Добродомов обійняв посаду директора каналу; попередній керівник Ярослав Задорожний став його заступником. Добродомов та Кісера офіційно володіли по 50 % власності «4 каналу» (так само, як і каналу «НТА»). Окрім «4 каналу» та «НТА» Добродомова та Мисика вважають неофіційними власниками телеканалу «UkrLive/Перший кабельний».
У лютому 2021 року видання «Детектор медіа» заявило, що за інформацією їх джерел, фінансування каналу може бути пов'язане з однією з груп впливу у проросійській партії «ОПЗЖ». Однак керівництво телеканалу одразу ж заперечило будь-які зв'язки з «ОПЗЖ».
У червні 2021 року стало відомо, що ТОВ «ТРК „Інтеррадіо“» отримав нового співвласника. Ним став юрист та медіаменеджер Максим Варламов, який придбав 33% ТОВ «ТРК „Інтеррадіо“» («4 канал»). Відтак він став партнером Дмитра Добродомова та Андрія Мисика, які, в результаті, отримали по 33,5 % ТОВ «ТРК «Інтеррадіо». Однак, у вересні того ж року стало відомо, що Варламов вийшов із числа співвласників каналу. Причиною стали його розбіжності з Добродомовим щодо «поточного функціонування каналу та подальших шляхів його розвитку».
У грудні 2021 року народний депутат від «Слуги Народу» Олексій Ковальов став власником ТОВ «ТРК „Інтеррадіо“». Частка власності Ковальова становить 100 %. Він вніс до статутного фонду 4,3 мільйона гривень, а в реєстрі юридичних осіб він вказаний засновником «ТРК „Інтеррадіо“». Бенефіціарними власниками вказані Іван та Наталія Ковальови, — імовірно, батьки політика.
У квітні 2022 року ДБР встановило, що депутат співпрацює з окупаційними силами РФ на тимчасово окупованій території Херсонської області.
У липні 2022 року компанія «Укрдонінвест» Віталія Кропачова стала одноосібним бенефіціаром ТОВ «Корона Санрайс», яке володіє цифровою ліцензією «4 каналу».

## Логотипи
Телеканал змінив 5 логотипів.
| Логотип | Опис |
| ------- | --- |
|         | З 1 червня 2015 до 25 березня 2018 року логотипом були 3 квадрати з контурами. Перший і третій квадрати червоного кольору, а той, що посередині — білого. У квадратах розміщувалися літери «R», «T» та «I» чорного кольору. Логотип знаходився у лівому верхньому куті екрана. |
|         | З 26 березня до 20 вересня 2018 року логотипом була біла стилізована цифра «4» на об'ємній «мітці-чекпойнті» синього кольору з контуром кола всередині. Знаходився там само.                                                                                                   |
|         | З 21 вересня 2018 до 23 лютого 2020 року використовувався схожий логотип на блакитній підкладці з градієнтом. |
|         | З 24 лютого 2020 до 9 травня 2021 року логотипом була біла стилізована цифра «4», розташована на кругу помаранчевого кольору, позаду якого синій квадрат. |
|         | З 10 травня 2021 до 22 квітня 2022 року використовувався той же логотип, але правий верхній кут квадрата заокруглений. Знаходився у правому верхньому куті екрана. |

## Програми каналу
- Четверта влада
- Події дня/тижня
- Чільне
- Яніна знає
- 4К
- 4esno з Ташею Трофимовою
- Повечір'я
- Часопис
- Люди кіно
- Лікар Live
- О порі
- Світогляд
- Постаті з Тетяною Даниленко
- Соромно! (з 2020)[32].
- Український контекст
- Bihus.Info
- Кримінал
- Засланці
- Твій дім навиворіт
- Іду на ви
- Дім без правил
- Битва за парламент
- Томенко. про
- Ми зможемо
- Погляд Балашова
- Поради багатого тата
- Гроші говорять
- Прямим текстом
- DROZDOV
- Люта українізація
- Хто як живе? з Дмитром Добродомовим
- 4К
- Людина року
- Історія нідності
- 44 хвилини

## Ведучі каналу
- Ксенія Смірнова
- Яніна Соколова
- Таша Трофимова
- Люда Чіркова
- Тетяна Даниленко
- Андрій Іллєнко
- Владислав Красніцький
- Анна Тішкус
- Наталка Сопіт
- Володимир Курінний
- Марина Рева
- Валерія Сергеева
- Денис Бігус
- Ігор Козак
- Андрій Макаренко
- Борислав Береза
- Юлія Осьмак
- Інна Керча
- Володимир Гуцул
- Олена Живко
- Андрій Ткачук
- Микола Томенко
- Генадій Балашов
- Андрій Булгаров
- Михайло Шаманов
- Остап Дроздов
- Антін Мухарський
- Дмитро Добродомов
- Діана Доскоч
- Христина Бубнюк